# Черепашки-ниндзя (мультсериал, 2003)
«Черепашки-ниндзя» (англ. Teenage Mutant Ninja Turtles) — американский супергеройский мультсериал производства студий Mirage Studios и 4Kids Entertainment, основанный на одноимённой серии комиксов Кевина Истмена и Питера Лэрда. Мультсериал транслировался по американскому телеканалу 4KidsTV. Показ начался 8 февраля 2003 года, а закончился 27 марта 2010 года.
О производстве мультсериала было объявлено 7 мая 2002 года. Разработкой занимались студии 4Kids Entertainment, Mirage Studios, которой принадлежат права на «Черепашек-ниндзя», и Dong Woo, ответственная за анимацию.
Всего было выпущено 155 серий, составивших 7 сезонов. В 2008 году выход последнего сезона был перенесён с канала Fox на The CW. Также, в 2003 году 4Kids предоставила лицензию Cartoon Network на трансляцию первых 40 эпизодов вплоть до 2005 года.

## Сюжет
В отличие от мультсериала 1987 года, версия 2003 года более точно соответствует тону оригинального комикса Mirage Studios, делая большой акцент на экшене и раскрывая тему семейных уз. Таким образом, целевой аудиторией мультсериала 2003 года являются подростки, однако он считается подходящим и для более молодых зрителей. Сериал адаптирует множество сюжетных арок из комиксов, а приключения черепах сочетают в себе элементы фэнтези и научной фантастики. Первыми противниками Черепашек-ниндзя выступают клан Фут во главе с Шреддером, а также возглавляемые Ханом Пурпурные драконы и безумный учёный Бакстер Стокман. В более поздних сезонах Черепахи сражаются с агентом Джоном Бишопом из «Сил защиты Земли». К концу третьего сезона Шреддер, на самом деле являющийся представителем расы Утромов по имени Ч’релл, терпит окончательное поражение от рук черепашек, после чего суд приговаривает его к ссылке на ледяной астероид.
В течение четвёртого сезона клан Фут возглавляет Караи, будучи правой рукой Шреддера, Хан превращает Пурпурных драконов в преступный синдикат, а Бакстер Стокман работает на организацию агента Бишопа. Ближе к концу четвёртого сезона осуществляется уклон в сторону фэнтези, поскольку черепашки поступают на службу Трибунала ниндзя, обучаясь новым мистическим способностям для борьбы с настоящим Шреддером, раннее заключившим союз с демоном Тэнгу. Пятый сезон, также известный как «Lost Episodes», стал последним, где использовался оригинальный дизайн персонажей и стиль анимации, а также послужил окончанием основной сюжетной линии сериала.
Шестой сезон с подзаголовком «Fast Forward» изменил тон сериал, став более комедийным, будучи рассчитанным на более юную аудиторию. По сюжету, черепашки попадают в далёкое будущее, в 2105 год, где встречают Коуди Джонса, правнука их лучших друзей Эйприл О’Нил и Кейси Джонса. Главными антагонистами выступают: инопланетный преступник Ш’Оканабо и его приспешница Вирус, а также дядя Коуди Дариус Дан.
В заключительном 7 сезоне с подзаголовком «Back to the Sewer», произошёл ещё один редизайн персонажей, которые стали больше походить на версии полнометражного мультфильма «Черепашки-ниндзя» 2007 года. Вернувшись в наши дни, черепашки вступают в конфронтацию с кибернетической версией Шреддера, которая возникла в результате слияния Вируса с данными Шреддера-утрома. Мультсериал завершается свадьбой Кейси и Эйприл.
Финалом мультсериала 2003 года послужил телевизионный фильм «Черепашки навсегда», в котором главные герои объединились со своими аналогами 1987 года в борьбе против вернувшегося Ч’релла.

## Персонажи
- Леонардо (Лео) — лидер черепашек, храбрый, решительный и лояльный. Как строгий приверженец бусидо, он очень чётко следует правилам чести. Его назвали в честь Леонардо да Винчи. Старший сын Сплинтера и его наследник. Пытается следовать всем правилам учителя и защищать всех братьев. В первом сезоне во время пробежки он вступил в бой с кланом Фут, а потом с Элитной гвардией Шреддера, в которой потерпел поражение, и был тяжело ранен. Однако, с помощью Рафаэля он смог вновь восстановиться. Во втором сезоне познакомился и подружился с Миамото Усаги, который спас его от наёмных убийц Даймё-сына. В третьем сезоне Драко и Даймё-сын отправили его в Феодальную Японию, где он спасает господина Нориюки, главу клана Гейшу, от господина Хеби, а также с помощью Усаги попадает в Нексус, чтобы вернуть своих братьев. После последней битвы со Шреддером, в 4 сезоне становится более жестоким и озлобленным (его мучило чувство неудачи), но благодаря сенсею по имени Старейший становится тем, кем был раньше. Также он смог победить Караи, которая мстила черепашкам за своего отца Ороку Саки (Шреддера). В этом же сезоне помогает Миамото Усаги победить Каджиму. В 6 сезоне вместе с Рафом сумел одолеть Трехголового в чемпионате по рестлингу. В альтернативном будущем он ослеп, в результате вместо маски стал носить чёрные очки, разругался с Рафаэлем, но с помощью Донателло, помирился с ним и вступил в схватку со Шреддером, но был убит Караи. Он носит синюю маску и владеет двумя мечами катана. В битве с Тэнгу-Шреддером и Ниндзя-Мистиками владеет мечом гуншином при отсутствии Фараджи после того, как Трибунал и аколиты пострадали в битве с Ниндзя-Мистиками в монастыре Трибунала Ниндзя. Катается на самокате.
- Рафаэль (Раф) — изображён как агрессивный и подозрительный ниндзя, ревнующий к лидерству Леонардо, однако в одной из серий 1 сезона именно он помог Лео восстановиться после битвы с Элитными гвардейцами Шреддера. Физически Рафаэль самый сильный участник команды, однако, он проигрывает Леонардо в хладнокровности и технике, а Микеланджело — в чувстве юмора. В свободное время Раф тренируется, отрабатывая удары по боксёрской груше или чучелу или же поднимая штангу. Также он испытывает страсть к мотогонкам и рестлингу. В 1 сезоне Раф помог одному мальчику по имени Тайлер найти его маму, защитив его от гангстеров. В третьем сезоне попал в мир мотогонок, где помогает гонщикам Фалькону и Метании выиграть. Его назвали в честь Рафаэля Санти. В 6 сезоне вместе с Лео сумел завоевать чемпионский титул по рестлингу, победив Трехголового. В альтернативном будущем лишился левого глаза, поссорился с Леонардо, но в итоге с помощью Дона помирился с ним, и выступил против Шреддера. Когда Караи убила Лео, он напал на неё, но был также убит ей. Это говорит лишь о том, что он любит своих братьев и всегда готов защищать их до последней капли крови. То же самое было, когда Лео был тяжело ранен Караи в конце 3 сезона, а Раф её почти победил, но получил тяжёлые травмы от Шреддера. Рафаэль носит красную маску и владеет парой кинжалов-сай. В битве с Тэнгу-Шреддером и Ниндзя-Мистиками владеет банраем (кусаригама). Катается на роликовых коньках.
- Микеланджело (Майки)/Черепашка-Титан — немного глуповатый, добродушный и беззаботный. Главный комик в команде. В свободное время любит читать комиксы, есть пиццу и смотреть телевизор, обожает экстрим (скейтбординг в том числе). Любит издеваться и подшучивать над своими братьями, больше всего над Рафаэлем. В нужной ситуации может быть серьёзным и ответственным, подставить плечо своим братьям. Его назвали в честь Микеланджело Буонарроти. Часто просит Донателло создать какие-либо технические устройства. В конце второго сезона становится чемпионом «Битвы Нексус», победив в полуфинале Айю и в финале Клаха. В третьем сезоне находит котёнка и называет его Кланк. В этом же сезоне попадает в мир, где находятся Супер Черепашки и помогает им одолеть их бывшего учителя, а ныне их врага Сливера. В четвёртом сезоне он дал Клаху матч-реванш, и чуть не погиб, однако с помощью Лео, всё-таки сумел его победить. В 6 сезоне с помощью братьев смог заполучить титул «Чунин», найдя запчасти своих нунчаков. В альтернативном будущем именно Майки встретил Донателло, когда последнего окружили войска Фут-полиции. Здесь он предстаёт в несвойственном для себя образе: вместо весёлого, беззаботного и жизнерадостного он стал более серьёзным, суровым и ответственным черепашкой. В одной из битв со Шреддером лишился левой руки. Сражался с братьями против Шреддера, но был убит ботами Караи. Микеланджело носит оранжевую маску и владеет парой нунчаков. В битве с Тэнгу-Шреддером и Ниндзя-Мистиками владеет иназумой (сань-цзе-гунь). Катается на скейтборде.
- Донателло (Дон/Донни) — учёный-любитель, исследователь и «просто гений». Он, возможно, наименее агрессивный в команде, поскольку предпочитает разрешать конфликты мирным путём. Он также проводит много времени с другом черепашек Кожеголовым, с которым либо проводит исследования, либо что-то чинит. Его назвали в честь скульптора Донато ди Никколо ди Бетто Барди. Во втором сезоне проиграл в первом туре «Битвы Нексус». В четвёртом сезоне, из-за укуса таракана-мутанта, невольно созданного Агентом Бишопом превращается в дикого и безумного монстра, но Бакстер Стокман даёт черепахам антидот и братья исцеляют его в обмен на амулет «Сердце Тэнгу», контролирующий Ниндзя-Мистиков. В этом же сезоне он сумел помочь Эйприл найти её дядю, а также разрушить планы ящеров по завоеванию Земли, заманив их в логово гигантских шершней с помощью Куба-головоломки. Когда слившиеся воедино Драко и Даймё-сын забросили его в альтернативное будущее, он помог воссоединиться команде черепашек и сумел победить Шреддера. Это показывает важность Дона в команде, он не только «мозговой центр», но и черепашка, способный найти в команде компромисс и предотвратить разлад. Носит фиолетовую маску и владеет шестом-бо. В битве с Тэнгу-Шреддером и Ниндзя-Мистиками владеет бьякко (яри). Катается на велосипеде.
- Сплинтер — крыса-мутант, наставник черепашек. В прошлом он был ручной крысой Хамато Йоши и переехал вместе с ним из Японии в Нью-Йорк. Когда Шреддер убил Йоши, Сплинтер попал в канализацию, где наткнулся на четырёх черепашек. Вместе с ними он попал под воздействие мутагена Утромов и мутировал. Он обучил черепашек ниндзюцу и медитацией и назвал их в честь деятелей эпохи Ренессанса. Использует деревянную палку для ходьбы и драки. Чемпион «Битвы Нексус», хорошо знаком с её организатором и повелителем мира Нексуса, Великим Даймё, а также является его лучшим другом. В седьмом сезоне его расщепило на байты данных в прыжке во времени, и черепахи весь сезон собирали частицы, дабы восстановить своего сенсея, что у них удачно получилось.
- Эйприл О’Нил — подруга черепашек. Раньше она была лаборанткой и работала у Бакстера Стокмана. Когда Эйприл узнала о преступных делах учёного, тот попытался убить её при помощи мышероботов, но черепашки спасли её и приютили. Живёт в антикварном магазине своего отца. Магазин был разрушен во время первого нападения Шреддера. Девушка некоторое время жила у черепашек, но позже восстановила свой магазин на вознаграждение за находку денег, которые украл Гарри Паркер. В свободное время бьёт боксёрскую грушу. В мире Супер Черепашек представлена как мэр Мегатрополиса, а в альтернативном будущем выглядит пожилой, но сильной женщиной. В последних сезонах обучилась у Сплинтера ниндзюцу. На протяжении сериала влюбляется в Кейси Джонса, а в последней серии сериала они с Кейси играют свадьбу.
- Арнольд Кейси Джонс мл. (Кейси Джонс) — друг черепашек. В прошлом магазин его отца сожгла банда Пурпурных Драконов, из-за чего он стал мстителем. После знакомства с Рафаэлем и черепашками изменил свою точку зрения. Согласно одной из серий 3 сезона, Кейси познакомился с черепашками в детстве, когда они ещё не знали друг друга, и Кейси учился у них ниндзюцу. Для борьбы с врагами он использует клюшки для хоккея, гольфа и бейсбольные биты, а перед боем надевает хоккейную маску, скрывающую и защищающую лицо. В свободное время качается гантелями. В мире Супер Черепашек представлен как помощник мэра Мегатрополиса. В течение сериала влюбляется в Эйприл О’Нил, а в последней серии становится её мужем.
- Хамато Йоши — наставник Сплинтера. В детстве его и его друга Юкио Машими подобрал Старейший и стал их учителем. Вместе с ними росла девушка по имени Тенг Шен. Оба юноши ухаживали за ней, но она выбрала Йоши. Йоши встретил Сплинтера, когда тот забрался на их кухню, и сделал своей ручной крысой. Однажды Йоши и Машими наткнулись на человека, которого атаковали четыре Фут-Ниндзя. Юноши одолели их. Видя их потенциал человек предложил им узнать тайны и служить в штабе Утромов. Те согласились и узнали, что этот человек — Утром по имени Морту. Йоши продвигался по службе всё дальше и дальше, чему позавидовал Машими. Машими объединился с кланом Фут и рассказал Шреддеру, где прячутся Утромы. Кроме того, он убил Тенг Шен. Йоши пробрался в логово клана, где убил Машими, а затем сбежал. Он вместе с Утромами и Сплинтером переехал в Нью-Йорк. Йоши был чемпионом «Битвы Нексус». Он был убит Шреддером, сказав во время пыток последние слова: «Тот, кто живёт без чести — умрёт без чести». Позднее его дух уничтожил Тэнгу-Шреддера.
- Профессор Ханикатт/Фуджитоид — учёный с планеты Д’хуниб. Когда-то он был человеком, работающим на Федерацию. Он построил телепортатор, позволяющий перемещать предметы и даже людей в другие измерения. Однажды его робот-помощник Сэл запутался в проводах, а когда Ханикатт попытался помочь ему, в провода ударила молния и тело профессора разрушилось, однако сознание переместилось в тело робота-помощника. Федерация, а впоследствии и Трицератоны начали охотиться за профессором, дабы тот построил им телепортатор, который мог сделать их властителями космоса. Когда солдаты Федерации загнали его в угол, неожиданно появились черепашки, которые спасли его. Фуджитоид попал на Землю вместе с черепашками, а затем улетел в родной мир Утромов, где стал использовать свои знания во благо. Когда войска Трицератонов вторглись на Землю, Фуджитоид вернулся на эту планету и отдал жизнь, чтобы положить конец войне между Федерацией и Трицератонами. Как выяснилось позже профессор не погиб, сознание сохранилось и было перемещено в КПК Донателло, а после восстановил тело робота, используя Земные технологии. Был священником на свадьбе Кейси и Эйприл.
- Кожеголовый — крокодил-мутант. Раньше он был домашним питомцем, но его спустили в унитаз, где он попал в канализацию и окунулся в мутаген Утромов. Те взяли его к себе и стали семьёй Кожеголового. Он мирно жил с ними и многому у них научился, до той поры, пока Шреддер со своей ордой не атаковал И.И.К.Т и ему пришлось вернуться в канализацию. Он встретил Бакстера Стокмана и отдал ему один из экзокостюмов Утромов. Тот обманывал его и не собирался помогать ему строить телепортатор. Когда Кожеголовый встретил черепашек и узнал правду, Стокман разрушил его дом, а Кожеголовый, казалось бы, погиб. Тем не менее он был найден агентом Бишопом и подвергся экспериментам. Был освобождён черепашками и поселился на заброшенной станции метро, где организовал научную лабораторию.
- Ангел — темнокожая девочка-подросток, которая была членом Пурпурных драконов. Кейси обещал её бабушке присматривать за ней. После встречи с ним и черепашками, Ангел покинула банду. В одной из серий черепашки спасали её брата от Чудовища.
- Кирби — друг Донателло, художник-самоучка и сосед Эйприл. Имел карандаш с волшебным кристаллом, который мог оживлять рисунки. Остался в своем нарисованном мире. Прототипом стал художник комиксов Джек Кирби.
- Доктор Марион Ричардс — является ученой и создательницей Нано.
- Тайлер — мальчик, прячущийся от гангстеров. Вместе с Рафаэлем спас свою маму-репортера.
- Утромы — честные и благородные инопланетяне, которые потерпели крушение на Земле в древней Японии по вине Ч’релла. На протяжении долгих столетий они строили устройство телепортации, чтобы вернуться домой, что им и удалось впоследствии. Вещество, превратившее черепашек, Сплинтера и Кожеголового в мутантов — побочный продукт их экспериментов. Обосновались в здании ИИКТ (Иследовательский институт космических технологий).
  - Морту — капитан корабля Утромов.
  - Верховный Совет Утромов — семь Утромов, которые правят родным миром Утромов и ведут суды.
  - Трио — главные Утромы корабля, попавшего на Землю.
  - Стражи — поколения людей, издавна охраняющие Утромов на Земле.
- Силы справедливости — команда супергероев.
  - Нержавеющий Стив — глава первого состава Сил Справедливости. В его голове находится стальная пластина, с помощь которой он может пробить что угодно. Пародия на Капитана Америка.
  - Джои Ластик — супергерой, который может растягивать конечности тела. Пародия на Мистера Фантастика из Фантастической Четвёрки.
  - Зиппи Лэд — супергерой, обладающий сверхчеловеческой скоростью. В связи с возрастом, прикован к инвалидной коляске, в которой также может быстро передвигаться. Является пародией на Флэша Джея Гаррика и Ртути из Marvel comics.
  - Металлическая голова — супергерой небольшого роста, обладающий способностью укреплять свои волосы и манипулировать ими.
  - Доктор Купол — супергерой, в голове которого находится купол, которым он может контролировать механических роботов.
  - Воинствующая Бернис — супергероиня, погибшая до начала сериала. У неё и доктора Купола есть дочь — Ананда.
  - Серебряный Страж — глава второго состава «Сил справедливости». Способен летать, обладает сверхчеловеческой силой и скоростью. Хороший друг Микеланджело, также известного как Черепашка-Титан. В будущем у него появится внук, который станет вторым Черепашкой-Титаном. Является пародией на Супермена.
  - Ананда — супергероиня, дочь доктора Купола и Воинствующей Бернис, как две капли воды похожая на мать. Обладает теми же силами, что и отец. Первоначально хотела уничтожить команду, обвинив её членов в смерти матери, но позже присоединилась к ним.
  - Кристалис — супергероиня, член второго состава команды. Способна летать на крыльях бабочки и создавать энергетические поля.
  - Цунами — супергерой, способный управлять водой. Напоминает Аквамена и Нэмора.
  - Никто — супергерой, бывший полицейский. Впервые черепашки познакомились с ним, когда он пытался арестовать давнего врага — Раффингтона. Является пародией на Бэтмена.
  - Раптарр — авианин, впервые познакомился с черепашками, когда пытался защитить свою расу (раньше были в рабстве у атлантов). Позднее присоединился к команде. Пародия на Сокола.
  - Нано — группа нано-роботов, образованных в существо с мозгами ребёнка. Был создан доктором Ричардс. Нанобот обладает способностью сливаться с предметами, тем самым получая физическое обличье. Сбежал из лаборатории после чего встретил вора Гарри Паркера, который наживался на его способностях и изображал его отца. Вступил в бой с черепашками на свалке, где и погиб. Тем не менее позже выяснилось, что часть нано-роботов выжила и начала новое деление. Нанобот попытался создать семью из Паркера и доктора Ричардс, но ничего из этого не вышло. Он повторно сразился с черепашками, но вновь потерпел поражение. В последних сезонах Нанобот «повзрослел» и стал членом команды.
  - Зелёный Плащ/Эл Гордон — супергерой, обладающий волшебным плащом, дающим ему суперсилу. Первый Зелёный плащ человек по имени Эл Гордон, который работал охранником до того как снова стал супергероем. Пародия на Зелёного Фонаря.
- Великий Даймё — правитель мира между мирами — Нексуса. В этом месте проходит турнир «Битва Нексус» — соревнование, в котором лучшие воины из различных вселенных стремятся доказать, что они являются лучшими мастерами боевых искусств. Обладает магическим боевым посохом, повелевающим пространством. Впервые появился перед черепашками, чтобы забрать своего сына домой. Старый друг Сплинтера.
  - Гёдзи — слуга Великого Даймё и Великого Ниндзя, судья «Битвы Нексус».
- Миямото Усаги — кролик-самурай из другой вселенной, с которым черепашки познакомились на «Битве Нексус». Особенно хорошо подружился с Леонардо, несколько раз посещал Землю и не раз помогал черепашкам. Однажды Супер Драко забросил Леонардо в его мир и вместе с Усаги, тот проник в Нексус, чтобы спасти Даймё.
  - Муроками Генносуке — носорог-самурай, спутник Усаги. Очень жаден и алчен. В свободное время любит поесть. Во время «Битвы Нексус» добрался до полуфинала. Когда он и Усаги посетили Землю, Генн не хотел уходить назад. В одной из серий 4 сезона была отсылка к Рокстеди. В этой серии Муроками одели как Рокстеди из мультсериала 1987 года.
- Господин Нориюки — антропоморфная панда, глава клана Гейшу. Нориюки был целью убийства господина Хеби. Хеби отправил сообщение Нориюки, сообщив ему, что Томоэ Амэ будет казнена за свои преступления против него. Нориюки принял решение спасти Томоэ Амэ, но он и Генносуке были схвачены. К счастью, Леонардо и Усаги проникли в дворец Хеби и освободили Томоэ Амэ, Нориюки и Генна из плена. Когда половина клана Ги Шу исчезла, он обратился за помощью к Сегуну, чтобы остановить Хеби.
  - Томоэ Амэ — кошка-самурай, слуга господина Нориюки. По пути она столкнулась с Леонардо и приняла его за одного из ниндзя, которых Хеби послал за ними, и напала на него. Леонардо обезоружил ее, но воздержался от лишения жизни, вынудив извиниться. Затем внезапно напали Могура ниндзя. Несмотря на все усилия, она была схвачена и предстала перед Хеби, который решил использовать её, чтобы заманить к себе Нориюки. Была спасена Леонардо и Усаги.
- Лорд Синхронность — повелитель времени. Чаще всего появляется в виде огромной головы, хотя на самом деле выглядит как старик небольшого роста.
  - Ренет — последняя ученица Лорда Синхронность. Очень любопытная и неаккуратная, из-за чего Лорд Синхронность её очень часто наказывал. Впервые познакомилась с черепашками, когда забросила их и себя в другое измерение с помощью скипетра времени.
- Фалькон — мотогонщик, участник команды «Фитс». С помощью Рафаэля сумел выиграть Кубок межпланетных благотворительных гонок.
  - Метания — напарница Фалькона. Во время гонки она получила травму ноги. Вместе с комментатором Ноби разоблачила Комиссара Мори. Болела за Фалькона и Рафаэля.
- Ноби — комментатор Межпланетных благотворительных гонок. Вместе с Метанией разоблачил Комиссара Мори с помощью квадрокоптеров.
- С. Ф. Волпахарт — старик, изначально был одним из первых колонизаторов, прибывших в Америку за наживой по зову Чудовища. Представился черепашкам как наследник Волпахарта. Построил в центре Нью-Йорка здание, в котором на нижних уровнях содержалось Чудовище. После того как Чудовище было побеждено Леонардо — рассыпался в пыль.
- Миссис Моррисон — слепая старушка, которая подружилась с Рафаэлем.
- Миссис Джонс — мама Кейси Джонса, тётя Сида, свекровь Эйприл О'Нил и прапрабабушка Коуди.
- Старейший — учитель мастера Йоши, а позднее и Леонардо. После победы над Тэнгу-Шреддером стал членом Трибунала Ниндзя.
- Трибунал Ниндзя — четверо могущественных ниндзя, которые собрали черепашек и ещё четверых людей, чтобы те остановили демона Тэнгу. Вместе с Ороку Саки (истинный Шреддер/Тэнгу-Шреддер), они были известны как «Пятеро Драконов» (подробно в эпизоде «Легенда о Пяти Драконах»).
  - Кон-Шишо — Ниндзюцу Мастер духа. Владеет копьём.
  - Джуто-Шишо — Ниндзюцу Мастер оружия. Владеет мечами катана и кинжалами-сай.
  - Чикара-Шишо — Ниндзюцу Мастер силы и единственная женщина в команде. Владеет палицой.
  - Хисоми-Шишо — Ниндзюцу Мастер скрытности. Молчит, поскольку воплощает в себе три столпа ниндзюцу — скорость, скрытность и тишину. Владеет двумя боевыми веерами.
    - Мокусаи-но-буси — деревянные воины, работающие на Трибунала Ниндзя. Они оживают благодаря мистическим силам Трибунала. Одеты в доспехи для кэндо. Они способны изгибаться и поворачивать все части тела, не получая повреждений. Их деревянная структура тела также делает их намного сильнее и выносливее, и они могут регенерировать повреждения. В качестве стандартного оружия они используют тонфу с ножевым лезвием.
- Аколиты Трибунала Ниндзя — помимо черепашек, Трибунал Ниндзя избрал четверых людей для борьбы с Тэнгу-Шреддером.
  - Фараджи Нгала — один из аколитов Трибунала. Обладает африканским мечом, а позднее мечом гуншином. Стал хорошим другом Леонардо. Его аватар — лев. После захвата Земли Тэнгу-Шреддером Леонардо отдал Фараджи оружие и Леонардо снова получил катану.
  - Адам МакКей — один из аколитов Трибунала. Владеет кистенём, а позднее молотом. Стал хорошим другом Донателло. Его аватар — медведь.
  - Джои Рейнэрд — одна из аколитов Трибунала. Владеет шэнбяо, а позднее посохом с лентой. Стала хорошим другом Рафаэля. Её аватар — ястреб.
  - Тора Йошида — один из аколитов Трибунала. Обладает боевыми серпами, а позднее посохом с серпами на концах. Стал хорошим другом Микеланджело. Его аватар — волк.
- Огюст О`Нил (дядя Огги) — дядя Эйприл, путешественник. Помогал Эйприл в детстве по математике, и надолго пропадал из дома. Попал в измерение, где обитают гигантские шершни, но с помощью вычислений сумел попасть в другое измерение, где его встретили ящеры. Он им чуть не помог построить портал, способный переместить их на Землю и съесть всех жителей, а когда Эйприл с Донателло узнали о планах ящеров, смог заманить их в логово шершней, а сам вместе с Эйприл и Донни добрался до дома.
- Робин О’Нил — старшая сестра Эйприл. Носит хвостик и имеет веснушки.
- Джанна — инопланетянка. Летела на битву с Мараей, но была сбита и её корабль упал на Землю. Победила свою соперницу и улетела на свою родную планету.
- Коуди Августос Джонс (Коуди Джонс) — правнук Эйприл и Кейси. Его окно времени, по ошибке, затянуло черепашек и Сплинтера в 2105 год. Пока Коуди и Донателло пытались починить окно времени, черепашки и их учитель жили у него и обучали его ниндзюцу. Владелец О’Нил Тек, однако поскольку он несовершеннолетний, им управляет его опекун Дариус Дан, после того как его родители пропали при неизвестных обстоятельствах.
- Серлинг — робот-дворецкий и «нянька» Коуди. Не жалует черепашек и спешит как можно скорее избавиться от них. Когда черепашки вернулись в своё время, Серлинг, по ошибке, отправился вместе с ними.
- Старли Хамбрет — молодая инопланетянка, стажёр в О’Нил Тек и подруга Коуди.
- Констебль Алойсиус Бигглс — робот, глава полиции в 2105 году.
- Мистер Сан — старый торговец и мудрец из Азии, владелец кольца Инь, превратившей Эйприл в демона. После возвращения Эйприл в человеческий облик, он забрал кольцо у Кейси, отдав им взамен обручальное кольцо.
- Траксимус — Трицератон, выступавший против бесчестных методов Занрамона, отчего и стал рабом. Не по своей воле был гладиатором, сражаясь на Трицератонской арене «Три-Спортс», тем самым развлекая свободных Трицератонов. После встречи с черепашками-ниндзя, которые напомнили ему о чести в сражении, обрёл свободу и воспользовавшись переполохом, который был устроен черепашками, когда они взяли Занрамона в заложники, сбежал с Трицератонской арены вместе со своими соратниками. Участвовал в «Битве Нексус» для поиска добровольцев, которые помогли ему свергнуть Занрамона. Там он сразился с Рафаэлем и проиграл ему. Помог черепашкам спастись от Драко. Позднее ему удалось свергнуть Занрамона и возглавить Трицератонскую республику.
- Монзарам — Трицератон-гладиатор, прославленный чемпион Республики и капитан Звёздной команды. Повстанец, участвующий в свержении Занрамона.
- Айя — молчаливая инопланетянка-воин из измерения Глиблиакс, которая принимала участие в «Битве Нексус», а позже и в свержении Занрамона. Владеет трезубцем.
- Версалия — илинтианка, которая помогла черепашкам в спасении Земли от всемирного потопа в результате поднятия из океана Илинтии. Она рассказала черепашкам о планах илинтиан, если их остров возродится. После уничтожения подземного города ушла искать другие колонии илинтиан.
- Супер Черепашки — супергеройские версий черепашек-ниндзя из альтернативной вселенной (Мегатрополис).
  - Грави-Черепашка — супергеройская версия Леонардо. Он действует как лидер Супер Черепашек и обладает даром манипулирования гравитацией, которой он управляет с помощью своего кнута в качестве фокуса.
  - Электропанцирь — супергеройская версия Донателло. У него есть талант производить электрические разряды, которые он может использовать как молнию или даже летать. Он также способен манипулировать электрокинетическими потоками электричества.
  - Силач — супергеройская версия Рафаэля. Он обладает суперсилой и способен изменять свой размер; с этими характеристиками он работает как мускулист в своей команде. Обычно в бою он принимает гигантскую форму.
  - Пузырь — супергеройская версия Микеланджело. Его тело имеет слизистую консистенцию, которая позволяет ему изменять свою форму и внешний вид по желанию, вытягивать конечности и самостоятельно выдерживать атаки.

### Антагонисты
- Утром Шреддер/Ч’релл/Ороку Саки — главный антагонист на протяжении трёх сезонов, но эпизодически появляется и других сезонах. Он — опасный межгалактический преступник-Утром, виновный в уничтожении нескольких планет, а также крушении корабля Утромов на Земле! Завладел одним из экзокостюмов Утромов и начал выдавать себя за Шреддера. На протяжении нескольких столетий разыскивал Утромов, чтобы отомстить им за себя. Позднее из Японии переехал в Нью-Йорк под видом Ороку Саки, миллиардера и филантропа. Там же он убил главного хранителя Утромов, Хамато Йоши, требуя выдать их местоположение. Со временем столкнулся с черепашками и Сплинтером. Чуть не переманил Леонардо на свою сторону, но в ходе сериала, черепашки выяснили тайну его личности. Владеет мечом Тэнгу. В конечном итоге, Шреддер всё же попал на трибунал Утромов и был приговорён к пожизненной ссылке на ледяной астероид Моргал-Тал (изначально планировалась его дезинтеграция, что и было показано в сериале, но детский рейтинг не позволил, и была показана сцена его заточения). В полнометражном мультфильме Черепашки навсегда был возвращён на Землю, однако погиб благодаря совместными усилиями черепашек разных вселенных. До переезда в Нью-Йорк удочерил сироту Карай и воспитал её как свою последовательницу и наследницу его кампании и дела.
- Тэнгу-Шреддер — истинный Шреддер, также известный как Ороку Саки. Был членом Трибунала Ниндзя, члены которого известны как «Пятеро Драконов», однако перешёл на сторону демона Тэнгу. Трибуналу удалось победить его. Позднее был возрождён Ниндзя-Мистиками и попытался захватить мир. Управляет тёмной магией, телекинезом и регенерацией, владеет магическим мечом и трезубцем. Черепашки смогли одолеть его, а сам Тэнгу-Шреддер был побеждён духом Хамато Йоши.
- Кибер-Шреддер — программа, созданная Утромом-Шреддером в случае, если тот проиграет. Попытка Вайрел заполучить данные о Кибер-Шреддере привели к их слиянию. Впитав в себя Вайрел, Кибер-Шреддер унаследовал её цифровые особенности, такие как подчинение компьютерных программ, инфицирование данных (к примеру, заражение одного из байтов данных мастера Сплинтера линейным вирусом, который преобразовавшись в вещество, стал радиомаяком, что позволило привести Кибер-Шреддера прямо к его врагам) и многие другие особенности. Окончательно был уничтожен в последней серии (декомпилирован на байты, подобно Вайрел).
- Караи Саки/Леди-Шреддер — приёмная дочь Шреддера. Много лет назад, Шреддер нашёл Караи, приютил и воспитал, обучая её искусству ниндзюцу, благодаря чему она стала прекрасным воином. Главная отличительная особенность Караи — это честность, она не раз помогала Черепашкам-ниндзя, поскольку когда-то давала им слово чести. В то же время очень предана отцу, так как Шреддер в прошлом очень помог ей, когда её бросили родители, от этого и разрывается, с одной стороны она помогает Черепашкам, и Леонардо верит в её доброту и честность, а с другой из-за своей преданности, не может не подчиниться Шреддеру. Владеет мечом катана и дротиком с цепью. После ссылки Шреддера на ледяной астероид, Карай стала новым Шреддером и организовала карательную операцию против Черепашек, которая закончилась неудачно (было уничтожено только их логово). Вернувшийся из Японии Лео сумел её победить, потребовав оставить его семью в покое. Когда Тэнгу-Шреддер вернулся, он собирался убить Караи, как Шреддера-самозванца, но черепашки спасли её. После поражения Тэнгу-Шреддера, Караи решила порвать со своей преступной жизнью и прекратить деятельность Клана Фут. В кроссовере «Черепашки навсегда» на время состоит в Клане Фут.
  - Высокий и низкий помощники Караи — два помощника Караи, прилетевшие с ней из Японии в Нью-Йорк.
- Клан Фут — преступный клан ниндзя, образованный в Феодальной Японии Шреддером.
  - Амазонки/Легион Караи — роботы клана Фут, созданные доктором Чаплином по образу Караи.
  - Фут-Ниндзя — простые бойцы-ниндзя клана. Когда Карай стала новым лидером клана Фут, среди простых фут были проведены масштабные учения и тренировки.
  - Ниндзя-невидимки (Супер Технические Ниндзя) — киборги-ниндзя, изобретённые Стокманом. Они намного сильней и проворнее обычных фут-ниндзя, и главный их козырь — это способность становиться невидимыми. Когда Карай стала новым лидером клана Фут, эти ниндзя-невидимки были модернизованы.
  - Элитные Гвардейцы Шреддера — наиболее искусные и опасные солдаты клана Фут, личные телохранители Шреддера. Только самые лучшие бойцы клана Фут попадают в элитный отряд. В элиту входят 4 хорошо натренированных воина. Отличаются они только оружием. У каждого воина оно своё — глефа, копьё, секира, трезубец. Неформальным лидером элиты является воин с глефом, временно возглавивший клан Фут после «смерти» Шреддера во время взрыва здания И.И.К.Т. Элитные ниндзя имеют возможность телепортироваться под дымовую завесу, что помогает им уйти от атаки или эффектно появиться. Когда Карай стала новым лидером клана Фут, гвардейцы прошли масштабный курс учений и тренировок.
  - Фут-техники — учёные, работающие на клан Фут.
  - Фут-полиция — полицейские клана Фут из альтернативного будущего.
  - Утроминаторы — Утромы, работающие на Шреддера в альтернативном будущем.
  - Геральды Шреддера/Ниндзя-Мистики — пять древних воинов-стихий (земля, огонь, вода, ветер и металл), служащих Шреддеру. В 1-м и 4-м сезонах владеют трезубцами. Сначала находились в подчинении у Шреддера-Утрома и Караи, однако когда Черепашки отобрали у Караи амулет «Сердце Тэнгу» (по поручению Агента Бишопа), они обрели свободу и благодаря этому в 5 сезоне возродили Тэнгу-Шреддера. Уничтожены в конце 5 сезона.
  - Мутанты-клоны Шреддера — три мутанта, созданные кланом Фут. Шива — большой, с четырьмя руками, Мини-Шреддер — маленький и очень быстрый, Омар — с огромными клешнями.
  - Футмексы (Механические Футы) — смертоносные боевые андроиды, построенные на основе экзокостюмов Утромов, обладают невероятной силой и рефлексами, и оснащены оружием. Даже будучи незаконченными способны на выполнение заданий. Были созданы с помощью биочипов Утромов, превосходивших человечество в способности создавать или моделировать. Поскольку биочипов, которые оставили Утромы было найдено девять, то и механических Футов было соответственно девять, трое из них были точными копиями президента США, премьер-министра Англии и Сплинтера, и предназначались для проникновения. Механический Сплинтер был послан на охоту за черепашками, чтобы найти их логово и уничтожить их, но настоящий Сплинтер смог разоблачить самозванца и с помощью Трицератона-десантника Зога, черепашки уничтожили его, а затем они организовали рейд на корабль-фабрику Механических Футов и уничтожили её.
- Доктор Чаплин — одарённый не по своим годам учёный, новый «мозговой центр» в Клане Фут после «отставки» Бакстера Стокмана, который его недолюбливает, и всячески подстраивает ему неудачи, чтобы сделать по-своему и вернуть себе былое доверие Шреддера. Чаплин проявляет симпатию к Караи.
- Мастер Кхан — слуга Кибер-Шреддера. Стал главой клана Фут после поражения Кибер-Шреддера (не путать с Хантером «Ханом» Мэйсоном). Скорее всего монгол. Возможно, является одним из бывших членов элитной гвардии Шреддера, так как его музыкальная тема такая же как при появлении элитной гвардии. Владеет копьём.
- Бакстер Стокман — учёный, афроамериканец или мулат, занимался разработкой мышероботов, с помощью них грабил банки, чтобы добыть деньги для Шреддера, так как на него работал. После каждого из своих провалов, получал наказания от Шреддера, отчего изрядно пострадал. От него остался лишь его мозг, помещённый сначала в колбу, а потом в тело робота, созданное доктором Чаплином. Работал на Шреддера-Утрома, гангстеров, а позднее на агента Джона Бишопа. До своей службы Шреддеру и его приспешникам он был гениальным и многоуважаемым учёным, помогавшим людям. В 4 сезоне Стокман проводит эксперимент над телом своего клона (позже его тело начинает постепенно разлагаться), чтобы отомстить Эйприл и черепашкам за провалы гениальных планов и за уничтожение мышероботов. Черепашки победили его, но Стокман не погиб и был найден агентом Бишопом. В будущем превращается в мутанта в виде мозга с глазом и щупальцами. В последнем сезоне становится главарём преступного мира Нью-Йорка. Однако, когда в его тело вселился Кибер-Шреддер, Черепашки помогли ему избавиться от него.
  - Черепаха-бот — робот-черепаха, созданный Бакстером Стокманом и Кожеголовым. В его программу встроен каждый боевой стиль из четверых братьев, но когда черепашки поменялись оружием, они смогли победить робота.
- Агент Джон Бишоп/Президент Джон Бишоп — представитель «Сил Защиты Земли» — организации по борьбе с инопланетной угрозой, назначенный лично президентом страны, правда о тёмных делах этой организации не знает даже он. Агент Бишоп родился примерно в 70-х годах XVIII века, в 1815 году в битве под Новым Орлеаном с ним случилось то что навсегда изменило его жизнь — его похитили пришельцы. После экспериментов пришельцев Бишоп поклялся оберегать Землю от «космического зла», хотя от опытов над собой он и получил бессмертие. Бишоп — один из сильнейших врагов Черепашек, не уступающий Шреддеру, с которым тяжело, а иногда и невозможно справиться даже учителю Сплинтеру, потому что наделён невероятной ловкостью и высочайшим мастерством ниндзюцу. В будущем изменил свои взгляды после своего спасения пришельцем, став президентом Пан-Галактического Союза и союзником черепашек.
  - Коммандос — солдаты и учёные, работающие на агента Бишопа.
  - Пришельцы Бишопа — созданные искусственно Стокманом и Бишопом пришельцы для постановочного нападения на Нью-Йорк. Используют оружие Федерации и Трицератонов. Стали причиной вспышки мутации в городе.
- Пурпурные драконы/Красные драконы — банда уличных панков, возглавляемые Ханом. Союзники клана Фут. Стали первыми, с кем столкнулись черепашки, впервые оказавшись на поверхности. После того, как черепашки их победили и угнали вездеход с награбленными деньгами, их предыдущий главарь был убит Шреддером. Члены банды Пурпурных драконов на протяжении всего сериала:
  - Хантер Мэйсон (Хан) — правая рука Шреддера, нынешний предводитель банды «Пурпурные драконы», убил отца Кейси Джонса, за что теперь является заклятым врагом последнего. Также принимал участие в убийстве Хамато Йоши, в ходе которого Сплинтер, защищая хозяина, оставил шрам на лице Хана. Имеет татуировки дракона на всю руку и знак клана Фут. Хан обладает невероятной силой и мощью, за что по праву считается одним из сильнейших врагов Черепашек-ниндзя. Помимо силы, Хан имеет и неплохие навыки в ниндзюцу, что делает его ещё опаснее. В альтернативном будущем Хан передвигается в инвалидной коляске. Попытался воссоединиться со Шреддером, но тот убил его. Мутирует в полнометражном фильме «Черепашки навсегда» благодаря фиолетовому мутагену.
  - Джон — первый главарь Пурпурных драконов с бирюзовыми волосами, убитый Шреддером в 1 серии 1 сезона. После смерти его место занял Хан.
  - Драконоликий или Драконолицый — правая рука Хана с татуировкой дракона на лице (отсюда и его прозвище). Пытался поднять против Хана мятеж из-за несогласия с подчинением Драконов клану Фут, однако потерпел неудачу. Дальнейшая судьба неизвестна.
  - Раффингтон — бизнесмен и мошенник, из-за которого Никто и стал Никем. Заклятый враг Никто. Сотрудничает с Ханом. Благодаря Никто был арестован полицией, но позже оказался на свободе и вернулся к сотрудничеству с Драконами.
  - Сонни — член банды Пурпурных драконов с бородкой и длинным хвостом, руководившей группой драконов, похищавших детские игрушки для перепродажи. Арестован полицией.
  - Две Тонны/Тяжеловес — член банды Пурпурных драконов с достаточно плотным телосложением. Участвовал в похищении рождественских игрушек для приюта, но был остановлен Майки.
  - Спатс — главарь группы Пурпурных (Красных) драконов, которому задолжал Сид. Вместе с бандой разнёс дом бабушки Кейси в надежде найти деньги, но был побеждён Кейси и Эйприл. В конце концов, когда Кейси наставил бластер на его машину, обещал решить вопросы с Драконами и уехал. В дальнейшем не появлялся в сюжете.
- Сид — кузен Кейси, картёжник, вор. Впервые появился в 1 серии 4 сезона. Искал сундук с деньгами, который их дедушка закопал на участке дома бабушки Кейси, когда ограбил поезд. Оказалось, он задолжал деньги Пурпурным драконам, поэтому его целью было найти деньги, чтобы рассчитаться с Драконами. Однако, Кейси его спас. А позже выяснилось, что украденные деньги их дедушка отправил на благотворительность. Также Сид появился в седьмом сезоне на свадьбе Кейси и Эйприл, где сражался вместе с Кейси против Клана Фут.
- Эбигейл Финн — женщина-учёный, одержимая идеей поймать какого-нибудь монстра и прославиться. Пыталась поймать «зелёного человека», но в итоге из-за черепашек и Кейси была опозорена перед журналистами.
  - Паркер — помощник Финн.
- Мафия/Гангстеры — преступная организация, враждующая с кланом Фут и Пурпурными драконами.
  - Босс — главарь банды. Обладает высоким ростом и крепким телосложением. Носит белый костюм. Возможное имя Дон Визиоссо.
  - Визел/Горностай — правая рука Босса. Лысый, носит короткую рыжую бородку и тёмные очки.
- Подземные мутанты — семеро бывших людей, захваченных кланом Фут для проведения опытов и превращённые в мутантов. Благодаря помощи Черепашек обрели человеческий облик и вернулись на поверхность.
  - Дичь/Зверь/Каменоломня — глава группы разумных мутантов синего цвета и с возможностью плеваться кислотой, бывшая девушка по имени Сидни. При втором спуске черепашек в подземный город стала безумным мутантом, но была вылечена инъекцией из превращенного в жидкость кристалла.
  - Бритворук/Мечерукий — мутант красного цвета с клешнями и скорпионьим хвостом, бывший человек с рыжими волосами. Изначально был разумным мутантом и жил в группе со Зверем и Камнеломом. При втором спуске черепашек в подземный город стал безумным мутантом, но был вылечен поднятием хрустальной луны из лавы.
  - Камнелом/Камнеглот — мутант серого цвета, похожий на груду камней, бывший темнокожий человек. Изначально был разумным мутантом и жил в группе со Зверем и Бритворуком. При втором спуске черепашек в подземный город стал безумным мутантом, но был вылечен поднятием хрустальной луны из лавы.
- Райнок — сильный инопланетянин, имеющий авторитет в Трицератонской тюрьме. Был побежден Рафаэлем.
- Доктор Малигнус — суперзлодей, враг Серебряного Стража. Арестован полицией. Появляется в 6 сезоне в виде игрушки.
- Мусорщик — преступник с избыточным весом, помешанный на мусоре. Сначала он похищал бездомных и заставлял их работать на его свалке, но был остановлен Черепашками. Позднее он основал подводную крепость и стал топить грузовые корабли, однако был остановлен Донателло и Микеланджело. В невышедшей серии пятого сезона планировалось, что он с Ханом являлись сиамскими близнецами.
- Гарри Паркер — «папа» Нано, вор и грабитель. Дважды был побеждён и заключён в тюрьму.
- Мистер Арбуст — главарь техасских бандитов, похитивших Золотую шайбу. Побеждён Кейси и арестован полицией.
  - Слим — один из подчиненных Мистера Арбуста, возглавивший группу бандитов, отправленных похитить Золотую шайбу. Ходит со спичкой в зубах.
  - Робби и Бобби — два глуповатых брата-бандита, похищавших Золотую шайбу.
- Чудовище — гигантский монстр, отдалённо напоминающий кальмара. Заманивал своих жертв к себе в укрытие в виде яйц и терзал их ужасными видениями. Был побеждён Лео метеоритным копьём, но в итоге чудовище не погибло.
- Сконк — лидер радикальной организации «Люди против всего внеземного» (ЛПВВ), поставившей цель бороться с пришельцами. Пытался взорвать термоядерную бомбу, но был побежден Донателло и Рафаэлем.
- Сливер — суперзлодейская версия Сплинтера, бывший учитель Супер Черепашек, ставший злым. Погиб от взрыва бомбы в своей башне.
- Тач и Гоу — сверхъестественный дуэт преступников. Мистер Гоу обладает суперскоростью и ловкостью, а мистер Тач сверхчеловеческой силой. Работают на Хана. Обожают деньги. Заряжаются при помощи воссоединения своих кулаков.
- Король воров — карманник и вор, похитивший шестирукого идола воровского бога Клептунуса в антикварном магазине Эйприл. Был арестован полицией после того как оживший идол был побежден черепашками.
- Дженко — лидер уличной банды «Таркс», враг Никто. Рассматривался с Пурпурными драконами в качестве возможных рекрутов, но был побеждён черепашками и арестован полицией, а остальные члены «Таркс» покинули ряды банды.
- Марая — инопланетянка, соперница Джанны. Побеждена черепашками и Джанной.
- Т-9581 — пятиглазый мутант, который ранее был морским офицером и знакомым агента Бишопа. Обладает способностью к регенерации. Был побеждён Лео и Кейси. Дальнейшая судьба неизвестна.
- Великий Ниндзя/Великий Драко/Юэ-Сама — сын Великого Даймё. Он хотел стать величайшим борцом во вселенной, отчего жаждал сразиться со Шреддером. Но поскольку Леонардо уже «убил» Шреддера, он явился на Землю и бросил вызов ему. Он проиграл и попытался использовать тёмный трюк (Большой зелёный змей), чтобы убить черепашек, но был остановлен отцом. Во время «Битвы Нексус» изображал раскаяние, но на самом деле в сговоре с Драко хотел свергнуть отца и стать новым Даймё. Был предан Драко и попал вместе с ним в иное пространство. Позднее выяснилось, что они не погибли — их тела слились и они стали Великим Драко. Долго время находились в подчинении у Саванти Ромеро, ожидая скипетр времени. Когда черепашки попали в измерение Саванти, Великий Драко захватил скипетр времени, а позднее отправил черепашек и Сплинтера в разные измерения. Он попытался завладеть скипетром Даймё, однако был остановлен черепашками. Когда их тела отделились друг от друга, оба погибли. Лорд Синхронность оживил Великого ниндзя в виде ребёнка, который забыл обо всём, что произошло.
  - Убийцы — искусные и опасные теневые ниндзя, служащие Великому Ниндзя и Драко. Пытались убить Леонардо и Даймё.
- Левраны — существа, которые появились в «Битве Нексус».
  - Клах — левран. Участвовал в «Битве Нексус», в которой дошёл до финала, но уступил первенство Микеланджело. Пытался взять реванш и заодно, убить Майки, но в итоге вновь проиграл битву.
  - Амак — левран, отец Клаха. Оспорил от лица своего сына победу Микеланджело на «Битве Нексус», и добился того, чтобы прошёл матч-реванш. Пытался с помощью Мага-леврана разрушить чары «Битвы Нексус», сделав тем самым сражение между Клахом и Микеланджело смертельным, но его планы рухнули, когда Клах снова потерпел поражение.
- Драко/Великий Драко — могучий воин-дракон, который проиграл на «Битве Нексус» Сплинтеру, отчего захотел отомстить ему и захватить власть в Нексусе. Много лет спустя объединился с Великим Ниндзя, но предал его, желая овладеть посохом Даймё. Посох под его контролем создал межпространственную брешь и Драко затянуло туда вместе с сыном Даймё. Позднее выяснилось, что они не погибли — их тела слились и они стали Великим Драко. Долгое время находились в подчинении у Саванти Ромеро, ожидая скипетр времени. Когда черепашки попали в измерение Саванти, Великий Драко захватил скипетр времени, а позднее отправил черепашек и Сплинтера в разные измерения. Он попытался завладеть скипетром Даймё, однако был остановлен черепашками. Когда их тела отделились друг от друга, Драко погиб.
- Комиссар Мори — глава Межпланетных благотворительных гонок. Его целью было получение финансирования для проведения гонок, но он не обращал внимания на то, что подвергает гонщиков большой опасности. В итоге с помощью комментатора Ноби и Метании был разоблачён.
- Охотник — снайпер с именной винтовкой Бэтси, пытавшийся поймать Кожеголового. Побеждён черепашками.
  - Амелия — именной робот-помощник снайпера. Пародия на R2-D2 из вселенной Звёздных Войн.
- Саванти Ромеро — бывший ученик Лорда Синхронность, пожелавший завладеть скипетром времени. За это был обращён в монстра и брошен в ссылку сначала в Средние века Земли и затем, Меловой период. Черепашки и Ренет дважды сорвали его планы. В итоге Ромеро утонул в водах Земли, времён Мелового периода.
- Мифос — крылатое существо, бывший друг Раптарра и его враг, желающий поработить человечество. За мятеж против политики авиан был сослан на Землю и лишён крыльев, но вскоре, заменил их железными. Побеждён черепашками и отправлен в тюрьму.
- Илинтиане (атланты) — человекоподобные высшие существа, жители Илинтии (Атлантиды). Внешне похожи на альбиносов. Держали людей и авиан как рабов. Непокорных людей превращали в мутантов сухопутных (похожие на бигфутов, с тёмно-зелёной шерстью, потомки живут в лесу у дома бабушки Кейси)[15] и водных (бледные, с плавниками, потомки живут в морях и реках)[16]. Люди и авиане восстали и уничтожили Атлантиду, и атланты переселились в подземные убежища (в таком, покинутом атлантами убежище жили черепашки первую половину сериала, не подозревая об этом). Их источник энергии — магические кристаллы, при введении их в жидком состоянии в кровь, превращают мутантов обратно в людей. Однажды черепашки нашли большой подземный город, где жил последний атлант, совравший им, что якобы атланты хотят жить с людьми в мире (на самом деле другие были заморожены и ждали пробуждения), там же им пришлось заточить его в кристалле так как он хотел оставить их в этом городе навсегда. Позже все илинтиане проснулись и собирались вновь поработить человечество и поднять со дна океана Илинтию (всё это сопровождалось сильными природными катаклизмами), но их кое-как смогли остановить черепашки.[17]
  - Великий Маг (последний атлант) — илинтианин, который следил за городом, пока остальные илинтиане находятся в кристальном сне. Пытался обмануть черепашек, убедив их навсегда остаться в Подземном городе. Дважды побеждён ими.
  - Лава-монстры — монстры, который зародились из красных кристаллов (кристальные сердца), выпущенных Великим Магом. Один из этих монстров во время схватки с черепашками расплавил саи Рафаэля.
- Крысиный король — раннее клон-киборг агента Бишопа, позднее ставший властелином крыс. Похитил Микеланджело, но был остановлен черепашками. Первоначально его имя было Губитель.
- Господин Хеби — большая змея, враг Усаги. Был пойман воинами Сёгуна.
- Каджима — кабан-убийца. Был нанят Хеби, дабы убить Усаги, но побеждён Леонардо. Вероятно, является отсылкой к Бибопу из мультсериала 1987 года.
- Ящеры — разумные инопланетяне-ящеры, занимающиеся завоеванием миров для поедания их жителей. В конечном итоге были заманены в логово гигантских шершней.
- Мутанты — зараженные мутацией животные и люди после постановочного нападения пришельцев Бишопа на город.
  - Человек-таракан — получеловек-полутаракан, появившийся после эпидемии мутации в Нью-Йорке. Ранее был инженером по водоснабжению и водоотведению. Заразил Донателло вирусом. Был пойман Стокманом и позже превращен обратно в человека.
- Костяной демон — демон-скелет на службе Ниндзя-Мистиков. Имел амулет, который позволял ему быть невидимым для всех взрослых людей и существ. Пытался выкрасть артефакты Тэнгу-Шреддера для его воскрешения, но был остановлен юными черепашками, Сплинтером и Старейшим.
- Дариус Дан — опекун Коуди, тайно строящий козни против него. В течение сезона был раскрыт черепашками, но скрылся и стал в открытую воевать против них и Коуди. Тем не менее, его окончательная судьба неизвестна.
- Ш’Оканабо — один из главных антагонистов 6 сезона. Пытался заразить жителей Земли с помощью своих «детей». В конце сезона был побеждён черепашками и погиб от солнечной гранаты.
  - Вирус/Вайрел — приспешница Ш’Оканабо. Она способна войти в любые компьютерные программы и подчинить их. После победы над Ш’Оканабо, она тайком вселилась в Серлинга и последовала за черепашками в их время. Столкнувшись с Кибер-Шреддером, стала его частью.
- Иноваши Ганджин — группа из четырёх крылатых существ синего, красного, коричневого и золотого (главарь) цвета на службе у Дариуса Дана. Были освобождены черепашками и стали их союзниками.
- Тёмные черепашки — были созданы Ш’Оканабо специально для Дариуса Дана. Их окончательная судьба неизвестна.
  - Тёмный Леонардо — злой клон Леонардо.
  - Тёмный Рафаэль — злой клон Рафаэля.
  - Тёмный Микеланджело — злой клон Микеланджело.
  - Тёмный Донателло — злой клон Донателло.
- Торбин Зикс — контрабандист, постоянно убеждающий черепашек, что у него хорошие намерения. На самом же деле он перевозит оружие. Его окончательная судьба неизвестна, однако в последней серии видно, как он пытался выдать Красноусу, главарю лобстеров, кофемолку, похожую на экспериментальный передатчик.
- Красноус — главарь банды лобстеров, в прошлом имел дела с Зиксом, хотел получить экспериментальный передатчик, но был обманут Зиксом, когда черепашки подменили его на обычную кофемолку.
- Трёхголовый — трёхголовый инопланетянин-рестлер. Был исключён из реслинга за жестокие методы, из-за чего и стал преступником.
- Электроник — киборг и глава уличной банды преступников «Призраки улиц». Обладает незаурядным интеллектом. Способен проходить сквозь предметы и живых существ. В одной из серий его спасли Призраки улиц, после чего он загрузил на диск приёмы самых опасных бойцов и почти победил черепашек, но в конечном счёте был сам ими побеждён и попал в тюрьму. Окончательная судьба неизвестна.
- Арамзедо — космический коллекционер, собиравший очень необычную коллекцию, состоящую из редчайших представителей своего вида. Стал сам частью коллекции после того, как на него Черепашки хитростью натравили на него его же слуг-пауков.
- Венделл — богатый и престарелый производитель игрушек, одержимый поисками робота-дворецкого Серлинга после того как Серлинг по ошибке уменьшился до размеров игрушки и перенесся в детство Венделла. Столкнулся с черепашками-детьми и натравил на них своих роботов-игрушек. Помирился с черепашками и Сплинтером.
- Трицератоны — инопланетяне из Трицератонской Республики. Внешне похожи на трицератопсов. Как и Федерация они стремятся господствовать над вселенной отчего охотятся за телепортатором Фуджитоида. Обнаружив следы Фуджитоида на Земле, они атакуют планету.
  - Занрамон — верховный лидер Трицератонской Республики. Его безжалостная политика сделала из Трицератонов ненавистных убийц, которые не ведают правды и чести (когда-то давно они ценили эти качества превыше всего остального). Охотится за устройством телепортации. Когда повстанцы под руководством Траксимуса захватывают власть, Занрамон попадает в тюремную камеру вместе с генералом Бланком.
  - Мозар — одноглазый Трицератон, правая рука Занрамона, командующий армии Трицератонов. Позднее встаёт на сторону Траксимуса и свергает Занрамона.
  - Эдзай — Трицератон, помощник Занрамона в звании прапорщика.
  - Зог — Трицератон, попавший за Землю вместе с черепашками и Фугитоидом. Отделился от отряда и попал в канализацию. Его дыхательная маска сломалась, отчего от помутнения рассудка он принял черепашек за Трицератонских офицеров разведки. Пожертвовал жизнью, чтобы спасти черепашек от Шреддера.
  - Баланд — толстый Трицератон-надсмотрщик над гладиаторами Арены.
  - Зед и Рэз — двое Трицератонских спортивных комментаторов, ведущие арены Три-Спортс.
  - Босс Зукко — Трицератон из 2105 года. Преступник, сотрудничал с Дариусом Даном и Торбином Зиксом. Но позже Зикс его предал и помог черепашкам бежать.
- Федерация — люди с планеты Д’хуниб. Также как и Трицератоны охотились за телепортатором Фуджитоида, чтобы использовать его как совершенное оружие для завоевания вселенной.
  - Генерал Бланк — главнокомандующий войсками Федерации. Финансировал эксперименты профессора Ханикатта, желая заполучить устройство телепортации, дабы взять контроль над вселенной. Он знал, что тело профессора разрушилось и что его разум переместился в тело робота. Долгое время охотился за Фуджитоидом и черепашками, помогающих ему. В конечном итоге был свергнут и посажен в одну камеру с Занрамоном.
  - Лоне — помощница генерала Бланка, на самом деле была тайным агентом Мозара. Была раскрыта Мозаром Генералу и арестована.

## Производство
После завершения мультсериала «Черепашки-ниндзя» в 1996 году, Mirage обратилась к Warner Bros. с идеей о перезагрузке шоу, однако студия отклонила их предложение.
В мае 2002 года 4Kids Entertainment объявила о выходе нового мультсериала про Черепашек-ниндзя для Fox Box, субботнего утреннего блока. В работе над проектом приняли участие 4Kids Entertainment и Mirage Studios, стоявшая у истоков франшизы. Разработку сериала возглавил продюсер Ллойд Голдфайн, который впервые познакомился с главными героями во время публикации оригинальных комиксов Mirage Studios. Узнав, что 4Kids заинтересовались этой франшизой, Голдфайн предложил обратиться за советом напрямую к Mirage, после чего он и другие представители компании отправились в штаб-квартиру Mirage в Нортгемптон. Один из создателей черепашек Питер Лэрд и генеральный директор Mirage Гэри Ричардсон одобрили предложение 4Kids, и Mirage подключилась к работе над проектом: Лэрд читал сценарий каждой серии и одобрял дизайн большинства персонажей.
Пятый сезон сериала отличался от остальных, прежде всего тем, что выходил только на DVD и состоял из 12 серий. 13 серия была снята с производства ещё на моменте написания сценария. Эти эпизоды известны как «Потерянные эпизоды» (Lost episodes), поскольку после финала четвёртого сезона, завершившегося на клиффхэнгере, в эфир вышел шестой, который начал новую сюжетную линию. 4Kids Entertainment подписала контракт с Comcast, в результате чего в эфир вышли первые 5 эпизодов. Оставшиеся серии были выпущены на DVD. По сюжету, продолжающему события четвёртого сезона, Черепашки прибыли в Японию, чтобы подготовиться к финальной битве со Шреддером. Сезон получился с уклоном в фэнтези — Черепашки противостояли чёрной магии и носили амулеты, дарующие своим владельцам магические способности, в том числе, перевоплощение в драконов.
Премьера шестого сезона состоялась 29 июля 2006 года. Сезон начинал новую сюжетную линию с подзаголовком «Полный вперёд» (Fast Forward). Черепашки, пролетев сквозь время, попадают в Нью-Йорк 2105 года. У них появляется новый друг в лице Коуди Джонса (правнука Эйприл О’Нил и Кейси Джонса), лазерное оружие, новые приключения, а также и новые враги.
Седьмой сезон получил название «Назад в канализацию» (Back to the Sewer). По сюжету, Черепашки-ниндзя возвращаются в настоящее время, однако махинации злодейки Вирус приводят к распаду Сплинтера на биты данных. Черепашки приступают к сбору сэнсэя в киберпространстве, где сталкиваются с Кибер-Шреддером.
Проект «Громилы с острова мутантов» (Mayhem From Mutant Island), представляющий собой 13 эпизодов продолжительностью приблизительно по полторы минуты и связанных одним сюжетом. В совокупности их можно считать единой 155-й серией. 27 марта 2010 года на канале CW kids была показана как полноценная серия, с заставкой из 7 сезона.
К 25-летию франшизы в 2009 году был снят телевизионный фильм «Черепашки навсегда», представляющим собой кроссовер оригинальный комиксов и мультсериалов 1987 и 2003 годов.

## Игры, созданные на основе мультсериала
В 2001 году представители Mirage Studios встретились с шестью издателями компьютерных игр, проявивших интерес к приобретению эксклюзивной лицензии на разработку и выпуск игр про этих персонажей. В сентябре 2002 года Konami, которая создавала и издавала все предыдущие игры про Черепашек-ниндзя с 1980-х по 1990-е года, объявила о приобретении соответствующих прав после подписания соглашения с Mirage. Первым проектом компании должна была стать игра по мотивам «Черепашек-ниндзя» 2003 года. Релиз Teenage Mutant Ninja Turtles состоялся в октябре 2003 года. В 2004 году Konami выпустила продолжение игры под названием Teenage Mutant Ninja Turtles 2: Battle Nexus, в котором компания, учтя критику кооператива первой части, добавила возможность играть вчетвером; Battle Nexus адаптировала события второго сезона мультсериала. В 2005 году вышел спин-офф подсерии игр по мотивам «Черепашек-ниндзя» 2003 года с подзаголовком Mutant Melee; в отличие от предыдущих частей игра создавалась в жанре файтинга и адаптировала отдельные эпизоды первого и второго сезонов. В том же году Konami издала заключительную часть трилогии — Teenage Mutant Ninja Turtles 3: Mutant Nightmare, созданную по мотивам третьего сезона мультсериала; это единственная игра подсерии, которая не была портирована на Windows.